# La conquista del Messico 1517-1521
La conquista del Messico 1517-1521  (Historia verdadera de la conquista de la Nueva España, letteralmente "Storia vera della conquista della Nuova Spagna") è il racconto in prima persona scritto da Bernal Díaz del Castillo (1492–1581), avventuriero, conquistador e colono del XVI secolo, che partecipò a tre spedizioni in Messico: quella di Francisco Hernández de Córdoba (1517) nella penisola dello Yucatán, quella di Juan de Grijalva (1518) e quella di Hernán Cortés (1519) nella Valle del Messico. Il libro narra la sua partecipazione alla caduta dell'imperatore Montezuma, ed alla conseguente conquista dell'impero azteco.
L'opera venne pubblicata postuma nel 1632.

## Descrizione
Nella storia coloniale dell'America Latina, La conquista della Nuova Spagna è un racconto, da un punto di vista militare , che pone Bernal Díaz del Castillo "tra i cronisti come Daniel Defoe lo è tra i romanzieri". Scritto quando Díaz del Castillo aveva 84 anni ed abitava nella sua encomienda in Guatemala,  La vera storia della conquista della Nuova Spagna  difende il punto di vista dei conquistadores tra le opere che parlavano della conquista spagnola del Messico. Egli presentò il proprio racconto come un'alternativa alle critiche di fra' Bartolomé de Las Casas, le cui storie enfatizzavano la crudeltà della conquista, e le storie encomiastiche dei biografi di Hernán Cortés, soprattutto di Francisco López de Gómara, il quale minimizzò il ruolo giocato dai 700 soldati che lo coadiuvarono nella conquista. Il fatto che, secondo lui, storici e biografi non avessero la verità "né all'inizio, né a metà, né alla fine", è il motivo per cui Díaz del Castillo difese fortemente le azioni dei conquistadores, sottolineandone l'umanità e l'onestà come testimone oculare, sintetizzando il tutto come: "Vi andammo per servire Dio, e per diventare ricchi". 
La storia è a volte severa con  Cortés, dato che, come altri soldati professionisti che parteciparono alla conquista della Nuova Spagna, Díaz del Castillo si trovò tra le rovine di Tenochtitlán poco più ricco di quando giunse in Messico. Si tratta di un'accusa comune tra i soldati che parteciparono alla conquista, secondo i quali Cortés avrebbe trattenuto più della quota pattuita, un quinto, del tesoro azteco. Sicuramente, le ricompense in terre ed oro pagate a molti conquistadores fornirono una magra ricompensa per  mesi di battaglie ed i rischi corsi in Messico .

## Edizioni
- Edizione Penguin Books, 1963, ISBN 0-14-044123-9